# Église Saint-Médard de Montignac
Pour les articles homonymes, voir Église Saint-Médard.
L'église Saint-Médard est une église catholique située dans la commune de Montignac, dans le département de la Gironde, en France.

## Localisation
L'église se trouve au lieu-dit Le Bourg-ouest, à 200 m de la route départementale D19.

## Historique
L'édifice, de style roman, a été construit au XIIe siècle. L'église était un prieuré de l'abbaye de Sainte-Croix de Bordeaux. De l'église primitive, il ne reste que le mur sud de la nef avec ses deux fenêtres étroites séparées par un contrefort plat. Dans la deuxième moitié du XIIe siècle, le chœur roman est reconstruit. La façade occidentale, avec ses arcs brisés et ses arcatures aveugles, date du XIIIe ou du XIVe siècle. À la fin du Moyen Age, le mur nord du chœur roman est démoli et la largeur de la nef et du chœur est doublée. L'église est peut-être devenue trop petite avec l'arrivée de nouveaux habitants, les Gavaches, qui viennent s'installer dans une région dévastée par la guerre de Cent Ans. Le nouveau chœur n'est construit qu'en partie. La partie construite en moyen appareil devait être voûtée comme le montrent les départs de voûtes, la colonne d'angle nord-est et l'amorce de colonne au nord, mais, sans doute faute d'argent, le chantier ne fut pas terminé.
Il subsiste aussi des restes de fortifications, des corbeaux aux angles nord-ouest et nord-est (supports de bretèche) de l'époque des guerres de Religion.
La sacristie actuelle est postérieure à 1691 et le clocher fut rebâti au XVIIe siècle. L'une des cloches en bronze porte la date de 1666, l'autre celle de 1867.
Le portail a été restauré au XXe siècle.

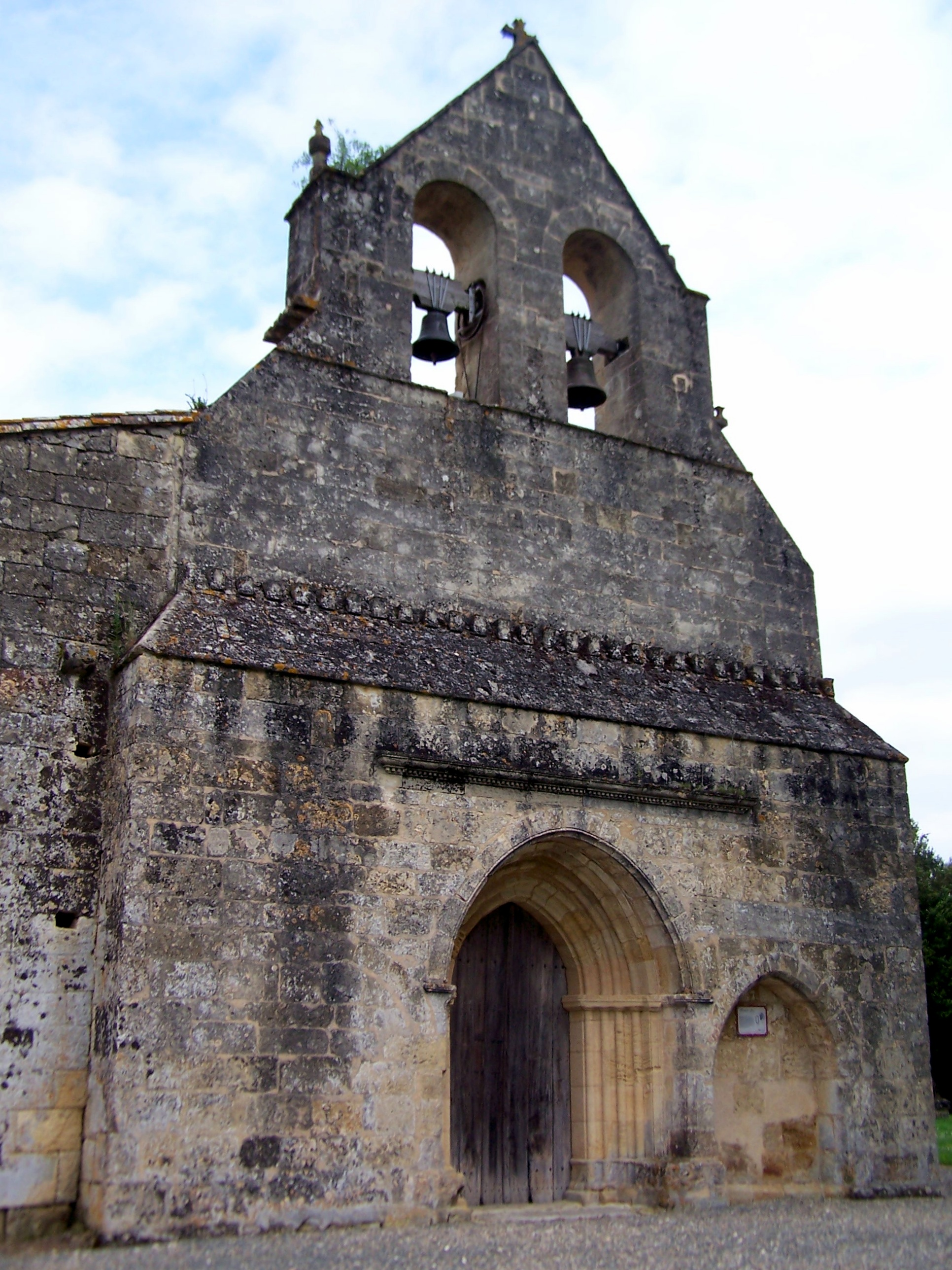
La façade (juin 2013)
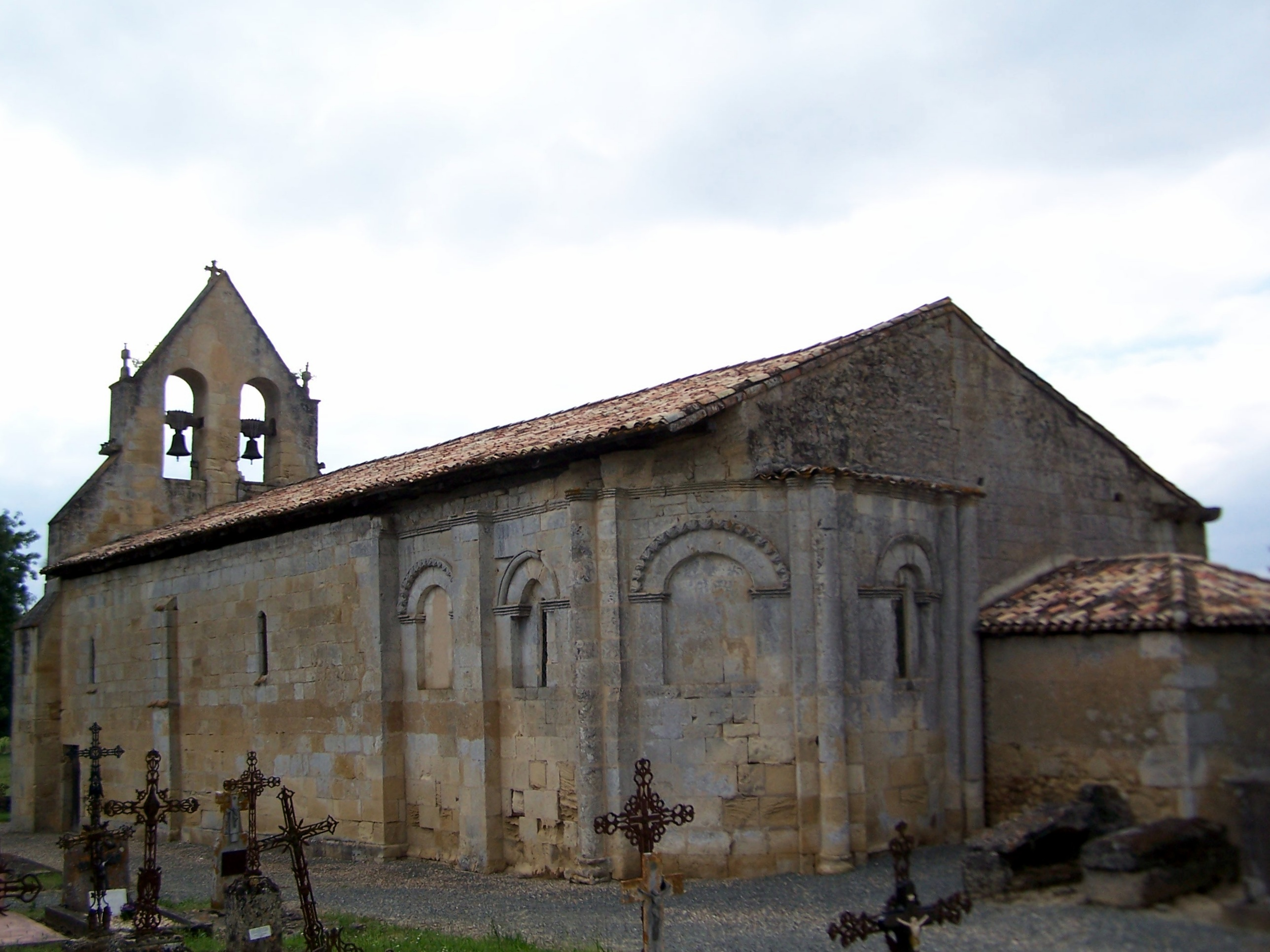
Le chevet (juin 2013)
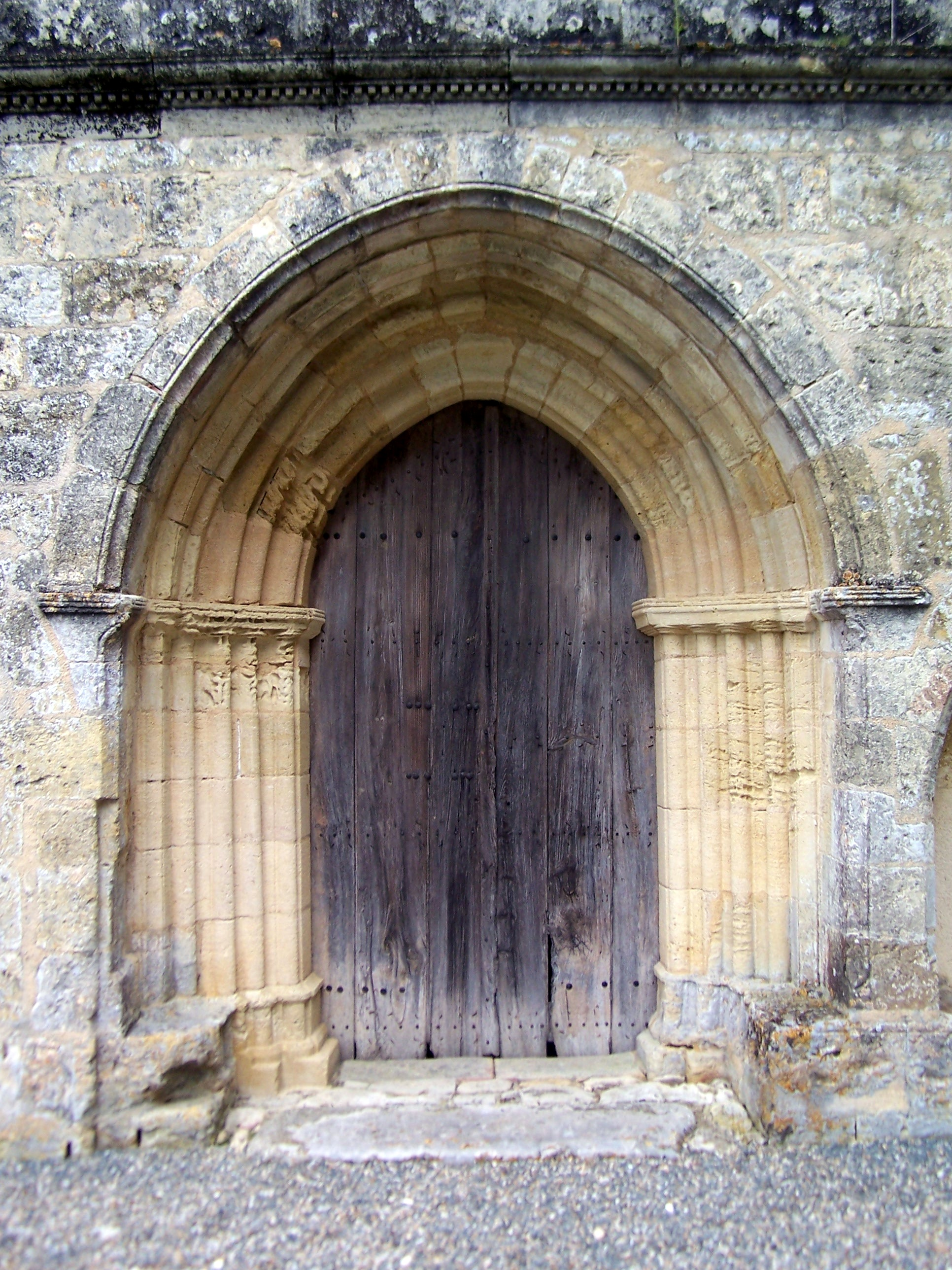
Le portail (juin 2013)

L'église a été inscrite au titre des monuments historiques en totalité par arrêté du 21 décembre 1925.

## Iconographie romane
À l'origine, le chœur roman présentait de chaque côté deux travées droites et trois travées en demi-cercle. Elles étaient décorées à l'intérieur d'arcatures à gros tores retombant sur des colonnes jumelées et à l'extérieur par des pilastres plats. Un bandeau sculpté se déroulait au niveau de l'appui des fenêtres et un autre bandeau couronnait l'élévation. Les travées étaient percées d'une fenêtre ou d'un arcature aveugle ; les fenêtres étaient encadrées de colonnettes. Il ne reste de nos jours que le décor de la fenêtre axiale de l'abside, redécouvert en 1982, et un chapiteau de l'arc triomphal.
L'arc triomphal
Le chapiteau au sud possède un tailloir natté, sa corbeille s'orne de crosses de fougère alternant avec de grandes feuilles d'asplenium. Le style est celui de l'abbatiale Sainte-Croix de Bordeaux.
La baie axiale
La fenêtre axiale du chevet des églises romanes en Aquitaine est souvent le repaire de lions, sirènes ou femmes tentatrices et de bêtes maléfiques. Ici, nous trouvons une femme tentatrice et une eucharistie sacrilège. Ces représentations dans le sanctuaire, un lieu réservé au clergé, peuvent surprendre. Elles sont destinées à rappeler en permanence aux clercs des mises en garde contre leurs propres péchés.
Il s'agit de deux petits chapiteaux d'angle, à structure bifaciale et à tailloir mouluré.
- Chapiteau nord : scène grivoise moralisée
La corbeille réunit trois acteurs : en position centrale, une femme nue est accroupie. Elle est en train de glisser les mains sous ses cuisses, en direction de son sexe, matérialisé par un sillon vertical (la posture et la gestuelle caractéristique de ces mains passant sous les genoux pour aller exhiber le sexe féminin est bien documentée pour les séries modillonnaires : Iconographie des modillons romans, mais elle est moins fréquente sur les chapiteaux.). Sur sa droite, un homme, vêtu d'un bliaud plissé, cherche à saisir de sa main gauche celle de sa voisine. À la gauche de la femme, se trouve un serpent géant qui mord son poignet. Ses anneaux dessinent un entrelacs à trois branches, son écaillure est rendue par des ponctuations cunéiformes. Les deux personnages ont le même visage, avec la même expression, ni joie, ni honte. La seule indication de décor est un bouton de cinq rayons entre les deux bustes.
Certains guides touristiques affirment que cette scène représente Adam et Ève et le Péché originel. De telles représentations sont légion, mais elles ont tous une iconographie bien codifiée. On ne trouve aucun élément de cette iconographie sur ce chapiteau. La scène est tout simplement un rappel aux clercs que les fornicateurs sont voués à « l'enfer et à la damnation ».

- Chapiteau sud : oiseaux et eucharistie sacrilège
Sur chaque face de la corbeille, se trouve un gros oiseau buvant dans un calice qui est sculpté à l'angle. Les volatiles, à longs becs, enserrent entre leurs griffes une tige recourbée vers le haut. Le style est très schématique. 
Deux oiseaux buvant dans un calice peut être un symbole de l'Eucharistie. Dans ce cas, les oiseaux sont des colombes, représentant l'Esprit-Saint et n'ont aucune caractéristique maléfique. Par contre, les oiseaux à des longs becs et griffes de rapace tenant des symboles sexuels comme des tiges — caulis en latin a deux sens, tige ou phallus. Ce jeu de mots était fréquent dans les sculptures et manuscrits romans. — sont des mises en garde adressées aux clercs contre la célébration de l'Eucharistie sans être dans l'état de grâce requis ; c'est l'Eucharistie sacrilège.